# Lophodermium aucupariae
Lophodermium aucupariae är en svampart som först beskrevs av Schleich., och fick sitt nu gällande namn av Darker 1967. Lophodermium aucupariae ingår i släktet Lophodermium och familjen Rhytismataceae.  Arten är reproducerande i Sverige. Inga underarter finns listade i Catalogue of Life.